# Šećeri
Šećerima se nazivaju probavljivi ugljikohidrati. Riječ šećeri namjerno se upotrebljava u množini, jer postoje mnoge vrste. Dijele se na temelju broja jedinica od kojih se sastoje.
Probavljivi ugljikohidrati se probavljaju u tijelu i daju neophodnu energiju nakon izgaranja (4 kcal/g).  Neprobavljivi ugljikohidrati, takozvana vlaknasta hrana, ne probavljaju se u probavnom traktu i prema tome ne daju tijelu nikakvu energiju. Međutim, oni su ipak od neprocjenjive vrijednosti.

## Kemijska analiza (vrste)
Invertni šećer je naziv za smjesu glukoze i fruktoze, dobiven zagrijavanjem saharoze s kiselinama. Osnova je za pravljenje umjetnoga meda.

### Jednostavni šećeri (monosaharidi)
Monosaharidi sastoje se od samo jedne molekule ili jedinice (mono = jedan).
Najpoznatiji su glukoza, fruktoza i galaktoza.
Glukoza je u određenoj količini uvijek prisutna u našoj krvi a zove se i dekstroza ili grožđani šećer. Ime «grožđani šećer» ne znači da on postoji samo u grožđu. Supstancija je prvi put otkrivena u grožđu pa je po tome dobila ime. Glukoza ili grožđani šećer nalazi se u voću, subtropskom voću, povrću, kukuruznom sladu i medu. Grožđani šećer kao zaslađivač, kao što se prodaje pod imenom Natufood (Dextrose), dobiva se iz škroba iz krumpira ili kukuruza.
Fruktoza se još naziva i voćni šećer i takav se nalazi na primjer u voću, povrću i medu. U prirodi se međutim najčešće nalazi povezana s glukozom. Taj «dvostruki šećer» zove se saharoza (vidi dalje). Suprotno od općeg vjerovanja, fruktoza marke Natufood ne dobiva se iz voća nego iz kukuruznog škroba. Voće sadrži relativno male količine fruktoze zbog čega bi iskorištavanje bilo dugotrajno a cijena fruktoze kao zaslađivača bila bi neumjereno visoka. Još jedna zabluda je uvjerenje da voće sadrži samo voćni šećer. Voće sadrži voćni šećer ali i glukozu i saharozu.
Galaktoza je manje poznati šećer. Nalazi se u mliječnom šećeru ( = laktoza), ugljikohidratu koji postoji u mlijeku.

### Dvostruki šećeri (disaharidi)
Dvostruki šećeri sastoje se od dvije jedinice (di = dva). Najvažniji su saharoza, maltoza i laktoza.
Saharoza se sastoji od jedne molekule glukoze i jedne molekule fruktoze. Šećer iz šećerne trske, jednako kao i šećer iz šećerne repe (kristalni šećer) sastoji se od saharoze. Ako na pakiranju keksa ili drugih slatkiša piše «ne sadrži šećer» općenito se misli na saharozu.
Maltoza se naziva i slad. Sastoji se od dvije molekule glukoze. Maltoza se može proizvesti i iz škroba iz npr. krumpira ili žitarica. Slad najpoznatiji sladovi od žitarica, kao što su pšenični slad, kukuruzni slad i ječmeni slad, sadrže velike količine maltoze.
Laktoza se još zove i mliječni šećer. Taj se disaharid sastoji od jedne molekule glukoze i jedne molekule galaktoze. Laktoza se u prirodnom obliku nalazi u mlijeku i mliječnim proizvodima. Ponekad se dodaje u jela kako bi se poboljšao okus ili kao aditiv.

### Dekstrini (oligosaharidi)
Oligosaharidi, koji se još nazivaju i dekstrini, sastoje se od određenog broja (3 do 10) molekula glukoze. Oligo znači «malo».
Oligosaharidi nastaju razbijanjem škroba. Oni se prelazna faza kad se iz škroba kao finalni proizvod dobiva glukoza. Sladovi, osim maltoze, sadrže i dekstrine.

### Mnogostruki šećeri (polisaharidi)
Polisaharidi se sastoje od velikog broja jednostrukih šećera (jedinica glukoze). Poli znači «više».
Dvije vrste mnogostrukih šećera su vrlo važne: škrob i glikogen.
Škrob tvori rezerve hrane u biljci. Namirnice bogate škrobom su žitarice (kruh, tjestenina, pahuljice, brašno itd.), krumpir, povrće i mahunarke.
Tijekom probavnom procesa u tijelu, sve se veze kidaju i pojavljuju se individualne molekule glukoze. Zatim se glukoza krvlju prenosi do svih somatskih stanica, gdje se troši. Pri iskorištavanju glukoze oslobađa se energija. Ta se energija koristi za probavljanje i kretanje.
Glikogen su rezerve hrane ljudi i životinja. Kao i škrob sastoji se od stotina jedinica glukoze, ali drugačije povezanih. Glikogen se pohranjuje u jetri i u mišićima te se može osloboditi u tijelu kada postoji trenutna potreba za energijom (glukoza).

## Vrste prema proizvodnji
- rafinirani šećer / nerafinirani šećer
- organski šećer[1]
- prirodni šećer
- sirovi šećer[1]
- bijeli šećer
- smeđi šećer[2]
  - demerar(a)
  - khandsari
  - muscovado
  - turbinado
  - rafinirani smeđi šećer
    - svijetli smeđi šećer
    - tamni smeđi šećer
- šećer s dodatkom melase
- vlažni šećer
- zrnati šećer
- šećer u prahu
- šećer u kocki
- sukanat[1]
- vanilin šećer
- rum šećer
- limun šećer
- cimet šećer
- špinani šećer
- kuhani šećer
- pečeni / prženi šećer
- želirni šećer
- mliječni šećer, koristi se kao sastojak u mliječnim pripravcima za djecu
- sladni šećer

## Proizvodnja šećera
Šećer od šećerne repe
Šećerna repa vadi se u ranu jesen. Ako vađenje zakasni ili dođu rani mrazovi repu treba čuvati. Odreže se lišće zajedno s najgornjim dijelom, otprema se u tvornicu i tamo započinje šećerna kampanja koja traje od 2 do 3 mjeseca. Ubrzanim se tempom prerađuju zalihe repe kojom šećerana raspolaže. Repa se žurno prerađuje zato što se i poslije vađenja iz zemlje u repi odvijaju procesi pod utjecajem enzima invertaze i prisutnih organskih kiselina, i pod njihovim se utjecajem saharoza dijeli na 2 monosaharida: glukozu i fruktozu. Taj se proces naziva inverzija, a dobivena smjesa glukoze i fruktoze invertni šećer
Tijek proizvodnje:
1. Prijem i pranje repe obavlja se u velikim betonskim bazenima
2. Rezanje repe na rezance pomoću sjeckalice
3. Dobivanje slatkog soka difuzijom saharoze gdje saharoza prelazi u vodu
4. Pročiščavanje soka (luženje i saturacija) - Luženjem se sirovom soku dodaje živo vapno čije je djelovanje mehaničko i kemijsko. Mehaničko djelovanje vapna: povlači za sobom koaugulirale bjelančevine zagrijavanjem soka. Kemijsko djelovanje vapna: talože se bjelančevine i pektini, neutraliziraju se slobodne kiseline i kisele soli... Nakon luženja sok saturira
5. Otparivanje i otkuhavanje soka - isparuje se pod sniženim tlakom u vakuum-aparatima.
6. Kristalizacija i izdvajanje sirovog šećera centrifugiranjem podrazumjeva odvajanje sirupa od kristala šećera.
Šećer od šećerne trske
Šećer od sirove šećerne trske
Kokosov šećer / Palmin šećer / Šećer iz kokosove palme / Šećer kokosovog cvijeta
Dobiva se iz biljnog soka kokosovih cvjetnih pupova.
Brezin šećer / Šećer od breze / Ksilitol
Šećer od brezine kore. Spada u skupinu šećernih alkohola. Šećerni alkohol je molekula slična šećeru, ali se drukčije metabolizira i ima manju energetsku vrijednost.
Fruktoza
Dekstroza monohidrat (Pivski šećer)
Stevija
Steviol glikozidi (u listovima stevije nalazi ih se 9 vrsta)

## Zdravlje
Industrijski rafinirani šećer je krivac za suvišne kilograme te i najčešći uzrok čestog osjećaja umora, šećerne bolesti, gastritisa, čira na želucu, zubnog karijesa i bolesti krvnih žila. Još prije manje od 200 godina, šećer je bio luksuzan proizvod, nedostupan većini ljudi. Ljudskom organizmu nije potreban šećer izvana (njime se zapravo remeti njegova prirodna razina u krvi). Organizam može stvarati vlastiti šećer (glukozu), kada god je potrebno.

### Glikemijski indeks
| Šećer                   | Glikemijski indeks | Kalorije u 10g [kcal] |
| ----------------------- | ------------------ | --------------------- |
| ksilitol (brezin šećer) | 7                  |                       |
| kokosov šećer           | 30                 |                       |
| sukanat                 | 43                 |                       |
| organski šećer          | 47                 |                       |
| crna melasa             | 54                 |                       |
| sirovi šećer            | 65                 |                       |
| saharoza                | 70                 |                       |
| melasa                  | 70                 |                       |
| bijeli šećer            | 80                 |                       |
| smeđi šećer             |                    |                       |
| škrob                   | 85-100             |                       |
| fruktoza                |                    |                       |
| dekstroza               | 100                |                       |
| glukoza                 | 100                |                       |

## Gospodarski značaj
Šećer ima ogromnu ulogu u prehrambenoj industriji. Dodaje se namirnicama za sladak okus ili čak za boju i miris (kao obrađen, npr. karamel). Može biti stabilizatori tvari. Pojavljuje se u većini poznatih proizvoda, a često je prekomjerno zastupljen, da postaje izrazito nezdrav (npr. napitci, slatkiši).

## Vanjske poveznice
|  | Zajednički poslužitelj ima još gradiva o temi Šećeri |